# Atentado de Magnanville de 2016

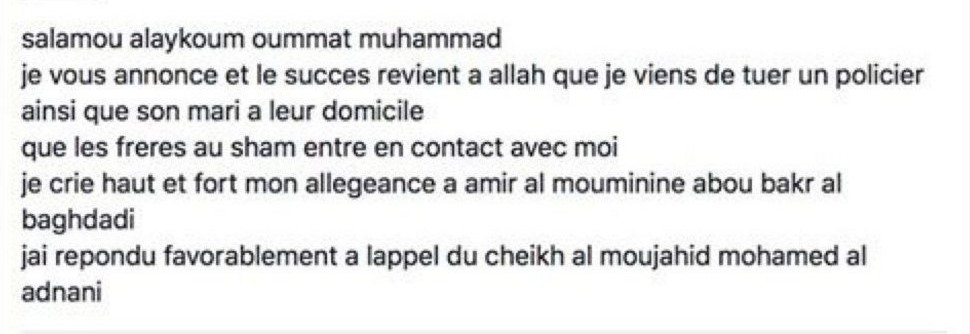
Reivindicación de Larrossi Abballa por el apuñalamiento de Magnanville en junio de 2016

El 13 de junio de 2016, Larossi Abballa, un joven yihadista que había jurado lealtad al grupo terrorista Estado Islámico asesinó a una pareja de policías en su propia casa en el barrio residencial de Magnanville, a unos 50 km al oeste de París.

## Ataque
El ataque tuvo lugar el 13 de junio de 2016 en torno a las 20.20h de la tarde en el barrio residencial de Magnanville. Larossi Abballa atacó con su arma blanca a un comandante de policía de 42 años en la puerta de su casa, cuando regresaba del trabajo. A continuación el terrorista se introdujo en la casa, donde degolló a la novia del comandante, administrativa en una comisaría, en presencia del hijo de tres años de la pareja, al que dejó ileso.

## Perpetrador
El atacante fue identificado como el francés de origen marroquí Larossi Abballa, un joven yihadista de 25 años condenado en 2013 por reclutar radicales para Afganistán y Pakistán.
Después del ataque fue finalmente abatido por la policía.